# سان مارتن دهاردينهيم
سان مارتن دهاردينهيم (بالفرنسية: Saint-Martin-d'Hardinghem)‏ هي بلدية تقع في إقليم باد كاليه من منطقة نور با دو كاليه في شمال فرنسا. تبلغ مساحة هذه المدينة 6.68 (كم²)، وترتفع عن سطح البحر 73 م، يبلغ عدد سكانها 308 نسمة حسب إحصاء المعهد الوطني للإحصاء والدراسات الاقتصادية سنة 2009 م. وترأس Louis Devulder البلدية خلال فترة (2008-2014).